# ذيفان الجمرة الخبيثة
ذيفان الجمرة الخبيثة (بالإنجليزية: Anthrax toxin)‏ هو سمين خارجي مكون من ثلاثة بروتينات تفرزه سلالات خبيثة من البكتيريا هي العصوية الجمرية. اكتشف هاري سميث السم لأول مرة في عام 1954.  يتكون ذيفان الجمرة الخبيثة من بروتين مرتبط بالخلايا، يُعرف باسم مولد الضد الوقائي (PA)، ومكونان من الإنزيمات، يُطلق عليهما عامل الوذمة (EF) والعامل المميت (LF). تعمل مكونات البروتين الثلاثة هذه معًا لنقل آثارها الفسيولوجية. والمجمعات تحتوي على العناصر السمية داخل الخلية. في الاندوسوم، المكونات الأنزيمية للسموم توجه البروتين داخل سيتوبلازم الخلية المستهدفة. بمجرد دخول العصارة الخلوية، تعطل المكونات الأنزيمية للسموم وظائف الخلايا المناعية المختلفة. قد يؤدي السم حتى إلى تحلل الخلايا، كما هو ملاحظ في الخلايا البلعمية الكبيرة. سم الجمرة الخبيثة يسمح للبكتيريا بالتهرب من جهاز المناعة، والتكاثر، وفي النهاية قتل الحيوان المضيف. 